# Linon (rivière)
Pour les articles homonymes, voir Linon.
Le Linon est un cours d'eau des Côtes-d'Armor et d'Ille-et-Vilaine, en France et un affluent du fleuve la Rance.

## Géographie
Long de 36,47 km, il se jette dans la Rance sur la commune d'Evran.

## Affluents
Le Linon a onze affluents référencés dont :
- la Dore ;
- la Bouteillerrie, 13,4 km sur quatre communes avec trois affluents dont le Fersac ;
- le Tertrais, 9,9 km sur les deux communes de Meillac et Pleugueneuc, avec trois affluents référencés ;
- la Donac, 21,3 km sur neuf communes avec neuf affluents dont le Moulin Neuf ;
- le Romoulin, 14,4 km sur neuf communes avec quatre affluents.

## Hydrologie
Le Linon traverse trois zones hydrologiques : Le Linon de sa source à la Donac (NC) (J070) , Le linon de la Donac (NC) à la Rance (NC) (J072), La Donac & ses affluents (J071) pour un total de 305 km2 de superficie.

## Qualité de l'eau
Le suivi de la qualité physico-chimique du Linon se fait grâce à un point de prélèvement sur la commune de La Chapelle-aux-Filtzméens, qui donne les résultats suivants :
| Nitrates                                   | 2010 | 2011 | 2012 |
| ------------------------------------------ | ---- | ---- | ---- |
| Concentration du paramètre (percentile 90) | 36   | 32   | 29   |
| Classe SEQ-Eau                             |      |      |      |